# Мегрэ (телесериал, Великобритания)
«Мегрэ» (англ. Maigret) — английский детективный телесериал по произведениям Жоржа Сименона. Главную роль в нём сыграл Роуэн Аткинсон, одним из исполнительных продюсеров сериала является сын Сименона Джон. Премьера прошла 28 марта 2016 года на канале ITV. Закрыт в мае 2018 года .

## Эпизоды

### Сезон 1 (2016)
| № общий                                           | № в сезоне | Название                                       | Режиссёр  | Автор сценария | Дата премьеры   |
| ------------------------------------------------- | ---------- | ---------------------------------------------- | --------- | -------------- | --------------- |
| 1                                                 | 1          | «Мегрэ расставляет сети» «Maigret Sets a Trap» | Эшли Пирс | Стюарт Харкорт | 28 марта 2016   |
| Основа — одноимённый роман Жоржа Сименона (1955). |            |                                                |           |                |                 |
| 2                                                 | 2          | «Мегрэ и мертвец» «Maigret's Dead Man»         | Джон Ист  | Стюарт Харкорт | 25 декабря 2016 |
| Основа — одноимённый роман Жоржа Сименона (1948). |            |                                                |           |                |                 |

### Сезон 2 (2017)
| № общий | № в сезоне | Название                                                         | Режиссёр          | Автор сценария | Дата премьеры   |
| --- | ---------- | ---------------------------------------------------------------- | ----------------- | -------------- | --------------- |
| 3 | 1          | «Мегрэ: Ночь на перекрёстке» «Maigret's Night at the Crossroads» | Сара Хардинг      | Стюарт Харкорт | 16 апреля 2017  |
| Основа — одноимённый роман Жоржа Сименона (1931). |            |                                                                  |                   |                |                 |
| 4 | 2          | «Мегрэ на Монмартре» «Maigret in Montmartre»                     | Тадеуш О'Салливан | Гай Эндрюс     | 24 декабря 2017 |
| Мегрэ расследует несвязанные убийства графини и танцовщицы и обнаруживает тёмную тайну, которая связывает их жизни в прошлом в Гранд Отеле в Ницце. Основа — роман «Мегрэ в кабаре «Пикрат»» |            |                                                                  |                   |                |                 |

## Съемки
.
Роуэн Аткинсон, который исполнил роль Жюля Мегрэ во всех четырех фильмах, знаменит, как большой поклонник книг о сыщике, говорил перед началом съемок: «Я пожирал романы Мегрэ в течение многих лет, и я с нетерпением жду возможности сыграть такого интригующего персонажа на работе в Париже. захватывающий период в его истории». Тем не менее, все серии снимались в основном на натуре в Будапеште и Сентендре (Венгрия), а не в Париже, сильно перестроенном с 1950-х годов. Даже знаменитая лестница на Монмартре была «дублирована» Иезуитской лестницей в Будапеште.

## Критика
Российские кинокритики встретили «Мегрэ» довольно сдержанно. Так, «Независимая газета» отметила, что сериал проигрывает более ранним экранизациям Сименона (в частности, фильму «Мегрэ расставляет силки», где знаменитого сыщика сыграл Жан Габен) как по качеству работы режиссёра (который «выстраивает картину подчёркнуто старомодно, как уже лет 20 не снимают или по крайней мере стараются не снимать»), так и по уровню актёрского мастерства исполнителя главной роли (Мегрэ Аткинсона ходит с лицом, не выражающим никаких эмоций, и регулярно повторяет фразу «Прошу вас ответить на мой вопрос» с интонацией хрестоматийного британца из рекламы чая, а не хитроумного, много повидавшего комиссара). Другой критик, также сопоставив первый эпизод сериала с фильмом «Мегрэ расставляет силки», пришёл к выводу: «Ставить крест на таком прочтении рановато, но промежуточные итоги пока, скорее, разочаровывают».